# Террамация
Террама́ция, или компостирование человека — технология утилизации человеческих останков, при котором тело умершего за несколько недель превращается в органическое удобрение. Тело помещается в специальный контейнер с древесной стружкой или другим растительным материалом. Температура в контейнере поддерживается на уровне 55—70 градусов. Термофильные бактерии за месяц практически полностью разлагают тело, не оставляя различимые фрагменты костей. От человека остается 0.7—1.5 кубических метра почвы, которую родственники могут забрать с собой или пожертвовать.
Сторонники террамации представляют ее как более экологичную альтернативу кремации и традиционному захоронению, указывая на опасность бальзамирующих средств для здоровья и природы и выбросы парниковых газов при кремации.

## Правовой статус

Штаты, в которых разрешена террамация на сегодняшний день

В Соединенных Штатах с 2019 года террамация официально разрешена или одобрена в тринадцати штатах. Среди них:
- Вашингтон (закон принят в мае 2019 года, вступил в силу 1 мая 2020 года)[6][7][8][9]
- Колорадо (закон принят в мае 2021 года, вступил в силу 8 августа 2021 года)[6][7][10]
- Орегон (закон принят в июне 2021 года, вступил в силу 1 января 2022 года)[6][7][11]
- Вермонт (закон принят в июне 2022 года, вступил в силу 1 января 2023 года)[7][12]
- Калифорния (закон принят 18 сентября 2022 года, вступит в силу в 2027 году)[7][13][14]
- Нью-Йорк (закон принят 31 декабря 2022 года, вступил в силу 7 августа 2024 года)[7][8][15]
- Невада (закон принят в мае 2023 года, вступил в силу 1 января 2024 года)[16]
- Аризона (закон принят в апреле 2024 года)[5][17]
- Делавэр (закон принят в мае 2024 года, вступил в силу немедленно)[18]
- Мэриленд (закон принят в мае 2024 года, вступил в силу в октябре 2024 года)[19]
- Миннесота (закон принят в мае 2024 года, вступит в силу в июле 2025 года)[20]
- Мэн (закон принят в августе 2024 года, вступил в силу немедленно)[21]

- Джорджия (закон принят в мае 2025 года, вступил в силу в июле 2025 года)[22]